# Morisel
Morisel és un municipi francès situat al departament del Somme i a la regió dels Alts de França. L'any 2007 tenia 537 habitants.

## Demografia

### Població

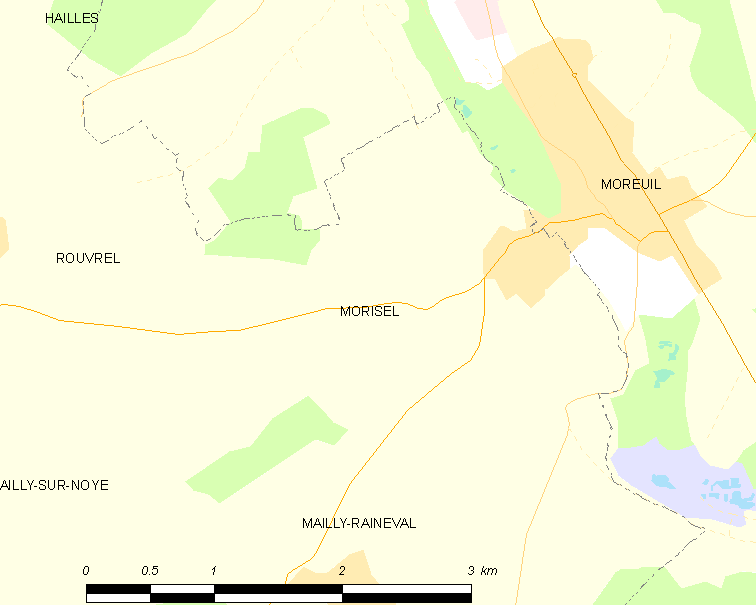

El 2007 la població de fet de Morisel era de 537 persones. Hi havia 216 famílies de les quals 50 eren unipersonals (21 homes vivint sols i 29 dones vivint soles), 71 parelles sense fills, 87 parelles amb fills i 8 famílies monoparentals amb fills.
La població ha evolucionat segons el següent gràfic:
Habitants censats

### Habitatges
El 2007 hi havia 228 habitatges, 214 eren l'habitatge principal de la família, 8 eren segones residències i 5 estaven desocupats. 206 eren cases i 22 eren apartaments. Dels 214 habitatges principals, 166 estaven ocupats pels seus propietaris, 40 estaven llogats i ocupats pels llogaters i 8 estaven cedits a títol gratuït; 10 tenien dues cambres, 37 en tenien tres, 62 en tenien quatre i 104 en tenien cinc o més. 145 habitatges disposaven pel capbaix d'una plaça de pàrquing. A 82 habitatges hi havia un automòbil i a 96 n'hi havia dos o més.

### Piràmide de població
La piràmide de població per edats i sexe el 2009 era:
| Homes | Edats   | Dones |
| ----- | ------- | ----- |
| 0     | 95 o +  | 0     |
| 0     | 90 a 94 | 0     |
| 12    | 85 a 89 | 0     |
| 4     | 80 a 84 | 16    |
| 12    | 75 a 79 | 20    |
| 0     | 70 a 74 | 12    |
| 8     | 65 a 69 | 8     |
| 4     | 60 a 64 | 4     |
| 16    | 55 a 59 | 16    |
| 4     | 50 a 54 | 4     |
| 12    | 45 a 49 | 16    |
| 8     | 40 a 44 | 4     |
| 24    | 35 a 39 | 20    |
| 20    | 30 a 34 | 32    |
| 8     | 25 a 29 | 16    |
| 8     | 20 a 24 | 0     |
| 4     | 15 a 19 | 16    |
| 20    | 10 a 14 | 16    |
| 12    | 5 a 9   | 16    |
| 16    | 0 a 4   | 8     |

## Economia

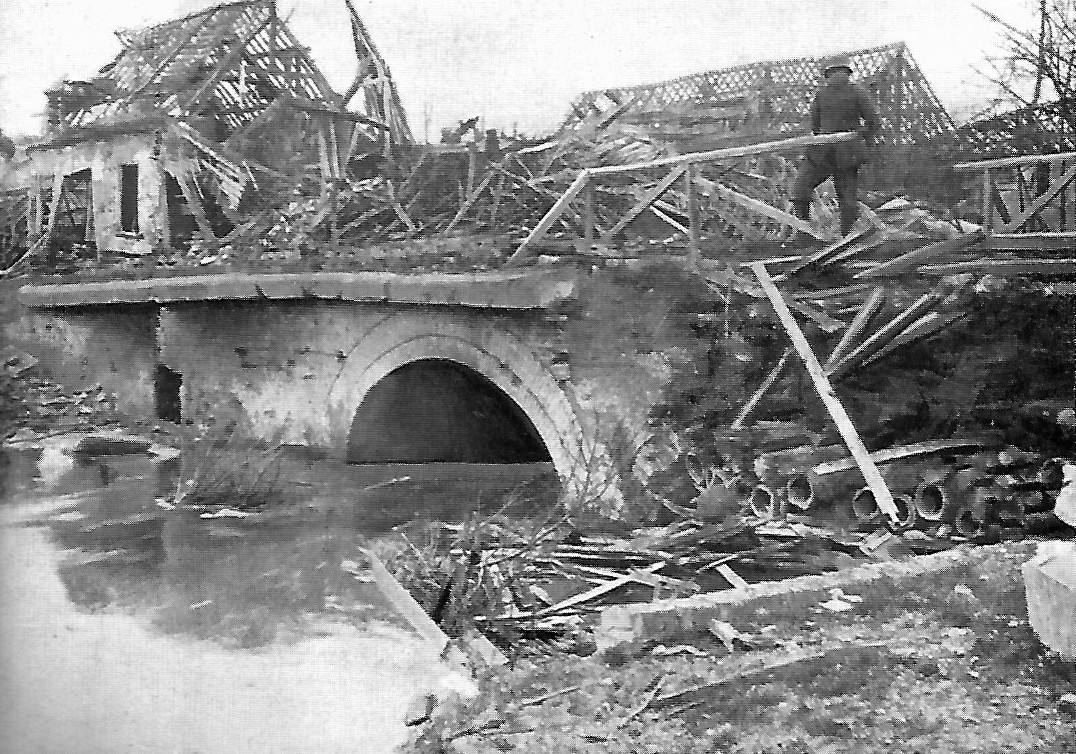

El 2007 la població en edat de treballar era de 350 persones, 255 eren actives i 95 eren inactives. De les 255 persones actives 241 estaven ocupades (131 homes i 110 dones) i 13 estaven aturades (3 homes i 10 dones). De les 95 persones inactives 38 estaven jubilades, 31 estaven estudiant i 26 estaven classificades com a «altres inactius».

### Ingressos
El 2009 a Morisel hi havia 210 unitats fiscals que integraven 514 persones, la mediana anual d'ingressos fiscals per persona era de 17.675 €.

### Activitats econòmiques
Dels 5 establiments que hi havia el 2007, 2 eren d'empreses de comerç i reparació d'automòbils, 2 d'empreses d'informació i comunicació i 1 d'una empresa classificada com a «altres activitats de serveis».
L'únic servei als particulars que hi havia el 2009 era un taller de reparació d'automòbils i de material agrícola.
L'únic establiment comercial que hi havia el 2009 era un supermercat.
L'any 2000 a Morisel hi havia 4 explotacions agrícoles.

## Equipaments sanitaris i escolars
El 2009 hi havia una escola elemental.

## Poblacions més properes
El següent diagrama mostra les poblacions més properes.